# Bolešov
Bolešov je naseljeno mjesto u okrugu Ilava u  Trenčínskom kraju u Slovačkoj.

## Stanovništvo
| Godina:     | 1993. | 2003.   | 2013.   | 2023.   |
| ----------- | ----- | ------- | ------- | ------- |
| Broj ljudi: | 1408  | 1443    | 1527    | 1574    |
| Razlika:    |       | +2,48 % | +5,82 % | +3,07 % |

| Godina:     | 2022. | 2023.   |
| ----------- | ----- | ------- |
| Broj ljudi: | 1555  | 1574    |
| Razlika:    |       | +1,22 % |

Prema podacima o broju stanovnika iz 2023. godine naselje je imalo 1574 stanovnika.

## Vanjske poveznice
|  | Zajednički poslužitelj ima još gradiva o temi Bolešov |

- Službena stranica naselja (sl.)